# 瓦莱拉克
瓦莱拉克（法語：Valeyrac，法語發音：[valɛʁak]）是法国吉伦特省的一个市镇，属于莱斯帕尔梅多克区。

## 地理
瓦莱拉克（45°23'44"N, 0°53'43"W）面积13.49 平方千米，位于法国新阿基坦大区吉倫特省，该省份为法国西南部沿海省份，是法國本土面积最大的省，北起滨海夏朗德省，西临大西洋，南至朗德省，东南接洛特-加龍省，东临多爾多涅省。
与瓦莱拉克接壤的市镇（或旧市镇、城区）包括：贝加当、弗卢瓦拉克、若-迪尼亚克和卢瓦拉克、吉伦特河畔莫尔塔涅、吉伦特河畔圣福尔。

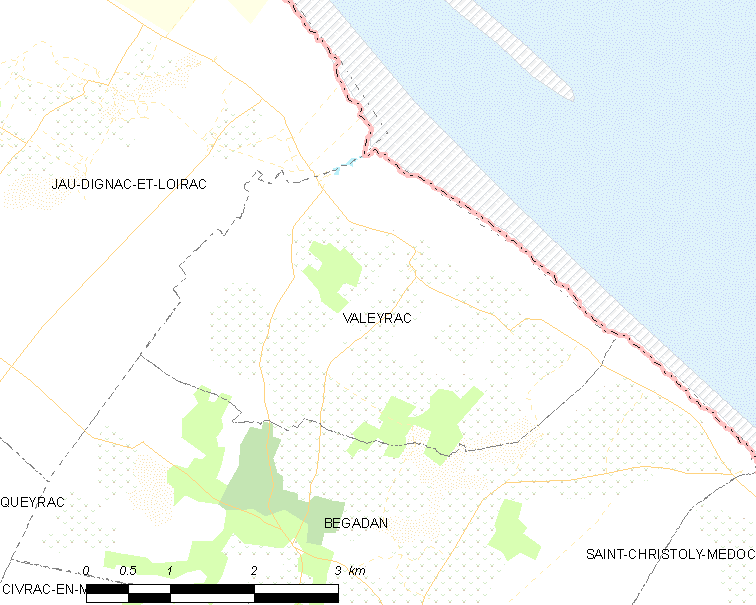
瓦莱拉克的OSM定位图

瓦莱拉克的时区为UTC+01:00、UTC+02:00（夏令时）。

## 行政
瓦莱拉克的邮政编码为33340，INSEE市镇编码为33538。

## 政治
瓦莱拉克所属的省级选区为北梅多克县。

## 人口

1962-2008年间瓦莱拉克人口变化图示

瓦莱拉克于2022年1月1日时的人口数量为544人。